# Selucius Garfielde

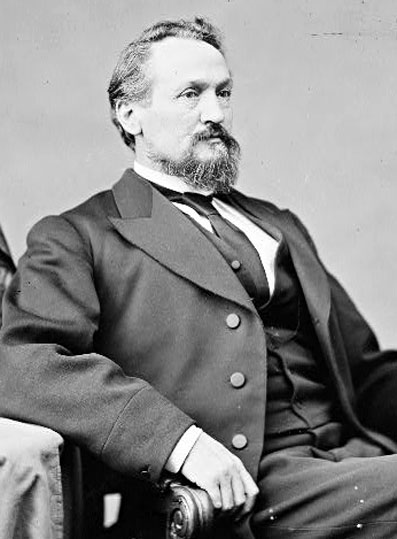
Selucius Garfielde

Selucius Garfielde (* 8. Dezember 1822 in Shoreham, Vermont; † 13. April 1881 in Washington, D.C.) war ein US-amerikanischer Politiker. Zwischen 1869 und 1873 vertrat er das Washington-Territorium als Delegierter im Repräsentantenhaus der Vereinigten Staaten.

## Werdegang
Über Garfieldes Jugend und Ausbildung geben die Quellen keinen Aufschluss. Er zog nach Gallipolis in Ohio und später nach Paris (Kentucky). Dort wurde er journalistisch in der Zeitungsbranche tätig. Außerdem erhielt er nun eine akademische Ausbildung. Gleichzeitig begann er sich für Politik zu interessieren. Im Jahr 1849 war Garfielde Delegierter auf einer Versammlung zur Überarbeitung der Staatsverfassung von Kentucky.
Im Jahr 1851 zog Garfielde nach Kalifornien. Dort wurde er im 1852 Abgeordneter im Repräsentantenhaus. 1853 war er Mitglied einer Kommission zur Überarbeitung der Staatsgesetze. Nach einem Jurastudium und seiner im Jahr 1854 erfolgten Zulassung als Rechtsanwalt begann er in San Francisco in seinem neuen Beruf zu arbeiten. Ein Jahr später, 1855, kehrte er nach Kentucky zurück. Damals war Garfielde Mitglied der Demokratischen Partei. 1856 war er Delegierter zur Democratic National Convention in Cincinnati, auf der James Buchanan als Präsidentschaftskandidat nominiert wurde.
Seit 1857 lebte Garfielde im Washington-Territorium, wo er zwischen 1857 und 1860 Steuereinnehmer (Receiver of Public Moneys) war. Im Jahr 1860 kandidierte er erfolglos für den Posten des Kongressdelegierten seines Territoriums. Danach leitete er von 1866 bis 1869 die Landvermessungsbehörde im Washington-Territorium. Inzwischen war er Mitglied der Republikanischen Partei geworden. Bei den Kongresswahlen des Jahres 1868 wurde er als Delegierter in das US-Repräsentantenhaus in Washington D.C. gewählt, wo er am 4. März 1869 die Nachfolge von Alvan Flanders antrat. Nach einer Wiederwahl im Jahr 1870 konnte er bis zum 3. März 1873 zwei Legislaturperioden im Kongress absolvieren.
Bei den Wahlen des Jahres 1872 unterlag Garfielde dem Demokraten Obadiah B. McFadden. 1873 wurde er zum Leiter der Zollbehörde für den Puget-Sound-Distrikt ernannt. Später zog er nach Seattle, wo er als Anwalt praktizierte. Gleichzeitig unterhielt er in der Bundeshauptstadt Washington eine weitere Kanzlei. Dort ist er am 13. April 1881 auch verstorben.